# Guillermo Call
Guillermo Antonio Call (Uracoa, estado Monagas, Venezuela, 11 de marzo de 1940) es un político venezolano. Fue candidato a la gobernación de Monagas por COPEI y otros partidos políticos para las elecciones del 15 de octubre del 2017.

## Estudios y actividad profesional
Cursó la educación primaria en la escuela "República del Uruguay", en la ciudad de Maturín y la secundaria en el Liceo "Miguel José Sanz" de Maturín y en el Liceo Fermín Toro de Caracas. Cursó la educación superior en la  Universidad de los Andes de Mérida  y en la Universidad Central de Venezuela, donde obtuvo el título de ingeniero civil en 1965.
Fue ingeniero de J. Bif C.A. en Caracas en 1965, ingeniero jefe del Departamento de Inspección en la Construcción de la Urbanización Alto de los Godos en Maturín entre 1965 y 1967, ingeniero civil II del Banco Obrero entre 1967 y 1969, jefe del Departamento Técnico de la Fundación para el Desarrollo del estado Monagas (FUNDEMOS), secretario del Centro de Ingenieros del estado Monagas entre 1966 y 1968, presidente de ese mismo centro en dos periodos: 1968-1969, 1969-1970. Además dictó varias asignaturas como profesor de la Universidad de Oriente Núcleo de Monagas durante muchos años.

## Actividad política
Ha sido miembro del partido Acción Democrática (AD) desde joven. Ocupó el cargo de secretario general de AD, seccional Monagas, durante varios años y en 1998 fue secretario de organización del Comité Ejecutivo Nacional de AD (CEN) a nivel nacional.
Fue diputado a la Asamblea Legislativa de Monagas (ahora llamado Consejo Legislativo del Estado Monagas) en tres periodos: 1974-1978, 1979-1983 y 1984-1988.
El presidente Jaime Lusinchi lo designó gobernador de Monagas en 1986. En 1989 ganó las primeras elecciones a gobernador del estado con el 54% de los votos. Es reelecto para el mismo puesto en 1992.
Llegó a ser senador de Venezuela en 1999. Luego se lanzó como candidato a la Asamblea Constituyente de ese año, pero no logró quedar entre los tres primeros. Fue elegido gobernador de Monagas para el periodo 2000-2004, pero perdió la reelección en el 2004. Desde entonces se ha dedicado exclusivamente a las actividades internas de AD-Monagas.
En el 2008 decidió no competir por la Gobernación de Monagas y en cambio apoyar a Domingo Urbina Simoza como candidato de AD y de otros partidos.
El 10 de septiembre de 2017, se realizaron elecciones primaria de oposición, donde Call resultó elegido como candidato a las elecciones regionales de octubre del mismo año.